# Beca
Una beca es una forma de ayuda financiera otorgada a estudiantes para continuar con su educación. Se concede a aquellos estudiantes o investigadores que no cuentan con suficientes recursos económicos para poder llevar a cabo sus estudios o investigaciones, así como también su manutención según las circunstancias y el tipo de beca. Generalmente, las becas se otorgan según un conjunto de criterios, como por ejemplo, el mérito académico, la diversidad e inclusión, habilidad atlética y necesidad financiera, experiencia en investigación o experiencia profesional específica.

## Características
Los criterios de las becas suelen reflejar los valores y objetivos del patrocinante, y aunque los beneficiarios de las becas no están obligados a reembolsarlas, pueden requerir que el beneficiario continúe cumpliendo ciertos requisitos durante su período de apoyo, como mantener un promedio mínimo de calificaciones o participar en una actividad específica (por ejemplo, jugar en un equipo deportivo escolar para los beneficiarios de becas atléticas).
Las becas también varían en cobertura: algunas cubren parcialmente la matrícula, mientras que otras incluyen toda la matrícula, alojamiento, vivienda y otros gastos. Las becas pueden ser generales, para realizar los estudios ordinarios, o pueden pertenecer a programas específicos, para intercambios en el extranjero, o entre distintas universidades dentro de un mismo país, como en España, las becas Séneca para financiar la movilidad de estudiantes dentro del programa SICUE, o entre universidades europeas (las llamadas Erasmus, o del resto del mundo, por ejemplo), para prácticas en empresa, etc.
El objetivo de estas becas se centra en facilitar a los alumnos la posibilidad de obtener una educación, incluso cuando cuenten con pocos recursos, y evitar así que se produzca el abandono escolar por cuestiones económicas, surgiendo así la desigualdad social. Por lo general las becas (a nivel universitario) se entregan a alumnos que cuentan con ciertas habilidades o capacidades, ya sean académicas o de otra índole.
Las becas para prácticas han proliferado en los últimos años, en gran medida sustituyendo otro tipo de contratos que requerirían mejores condiciones de trabajo y mayores sueldos, surgiendo así la figura del becario.

## Tipos de becas
Antiguamente se denominaban en el ámbito eclesiástico prestameras, y en el ámbito civil ayudas de costa. En la actualidad, las becas más comunes se pueden clasificar como:

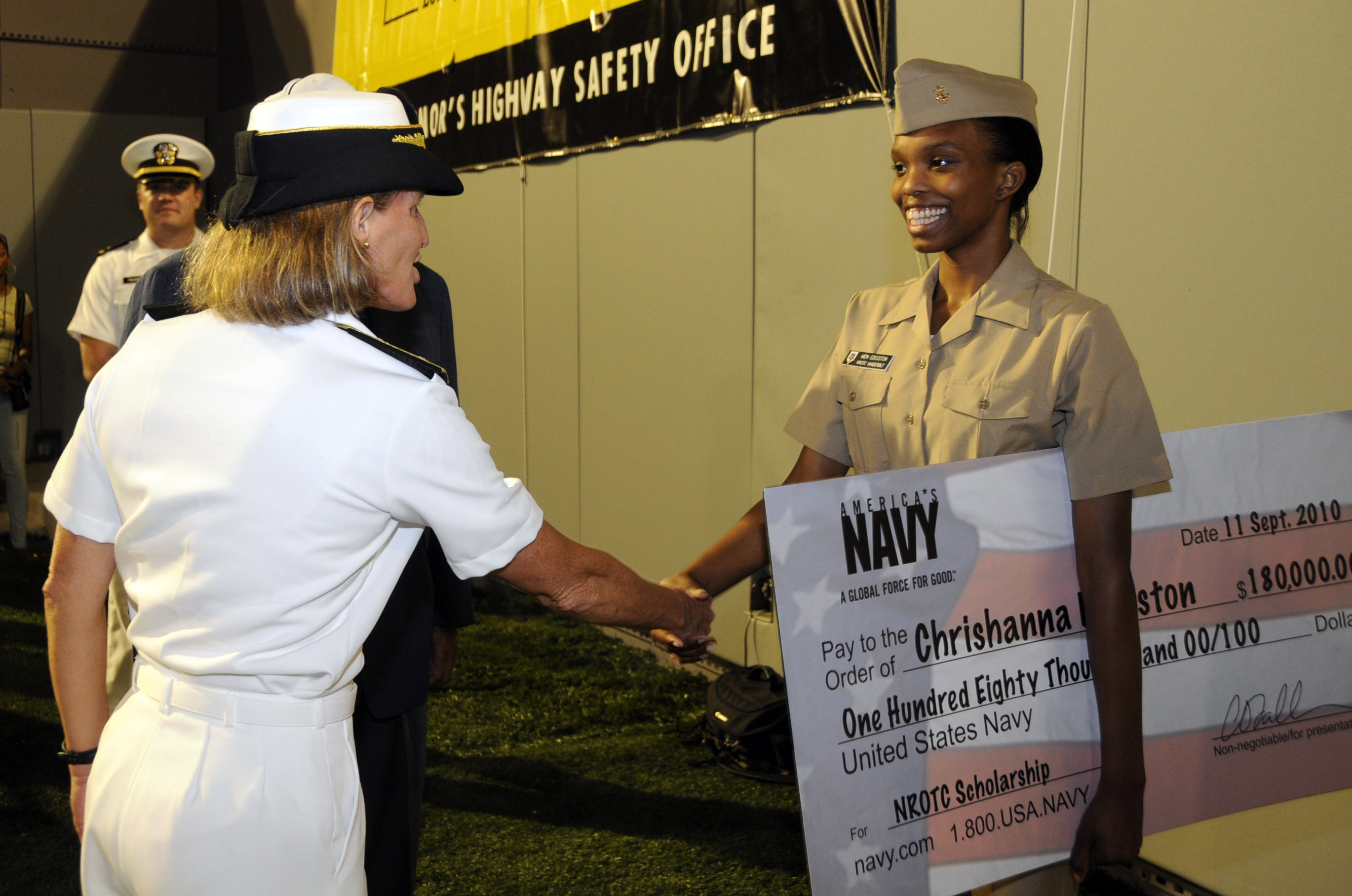
Un contralmirante de la Armada entrega a una guardiamarina un cheque ceremonial que simboliza su beca de 180.000 dólares para la formación de oficiales de la Reserva de la Armada.

Las becas más comunes en Estados Unidos pueden clasificarse como:
- Fundadas en el mérito: Estas becas se basan en las habilidades y capacidades académicas, artísticas, atléticas o de otro tipo del estudiante y, a menudo, en un factor de las actividades extracurriculares y el historial de servicio comunitario del solicitante. Las becas más comunes basadas en el mérito, concedidas por organizaciones privadas o directamente por la universidad a la que se dirige el estudiante, reconocen los logros académicos o las altas puntuaciones en pruebas estandarizadas. La mayoría de estas becas basadas en el mérito son pagadas directamente por la institución a la que asiste el estudiante, en lugar de ser otorgadas directamente al estudiante.[5][6]
- Basadas en la necesidad Algunas ayudas privadas basadas en la necesidad se denominan confusamente becas, y requieren los resultados de una FAFSA (la EFC de la familia). Sin embargo, las becas suelen estar basadas en el mérito, mientras que las subvenciones tienden a estar basadas en la necesidad.[7]
- Específicas para estudiantes: Son becas para las que los solicitantes deben calificar inicialmente en función del género, la raza, la religión, la familia y el historial médico, o muchos otros factores específicos del estudiante. Las becas para minorías son las más comunes en esta categoría. Por ejemplo, los estudiantes de Canadá pueden optar a una serie de becas para indígenas, tanto si estudian en su país como en el extranjero. El programa Gates Millennium Scholars es otra beca para minorías financiada por Bill y Melinda Gates para estudiantes excelentes afroamericanos, indios americanos, asiáticos de las islas del Pacífico y latinos que se matriculen en la universidad.[8][9]
- Carrera específica: Son becas que una universidad concede a los estudiantes que planean seguir un campo de estudio específico.[10] A menudo, las becas más generosas se destinan a los estudiantes que siguen carreras en áreas de alta necesidad, como la educación o la enfermería. Muchas escuelas de Estados Unidos conceden a los futuros enfermeros becas completas para entrar en el campo, especialmente si el estudiante tiene la intención de trabajar en una comunidad de alta necesidad.
- Las becas específicas para universidades son ofrecidas por universidades individuales a solicitantes altamente calificados. Estas becas se conceden en función de los logros académicos y personales. Algunas becas tienen un requisito de "fianza".[11] A los beneficiarios se les puede exigir que trabajen para un empleador concreto durante un periodo de tiempo determinado o que trabajen en zonas rurales o remotas; de lo contrario, se les puede exigir que devuelvan el valor de la ayuda recibida de la beca.[12] Este es el caso, en particular, de las becas de educación y enfermería para personas preparadas para trabajar en zonas rurales y remotas. Los programas ofrecidos por los servicios uniformados de Estados Unidos (Army, Navy, Marine Corps, Air Force, Coast Guard, National Oceanic and Atmospheric Administration commissioned corps, y Public Health Service Commissioned Corps) a veces se asemejan a estas becas.
- Atletismo: Se concede a estudiantes con una habilidad excepcional en un deporte. A menudo es para que el estudiante esté disponible para asistir a la escuela o universidad y jugar el deporte en su equipo, aunque en algunos países hay becas deportivas financiadas por el gobierno, lo que permite a los becarios entrenar para la representación internacional.[13][14] Las becas deportivas escolares pueden ser controvertidas, ya que algunos creen que conceder el dinero de la beca para fines deportivos y no académicos o intelectuales no es lo mejor para la institución.[15] "La NCAA (National Collegiate Athletic Association) es un ejemplo de ello.
- Becas de música: Algunas personas reciben becas por su excelencia en la música, a menudo teniendo en cuenta su capacidad académica. Algunas becas académicas tienen en cuenta las aptitudes musicales, sobre todo si son necesarias en la orquesta o banda de música de la escuela. A los becarios de música se les puede exigir que toquen en los conjuntos de la escuela.
- En algunas escuelas, hay becas especiales para los hijos o nietos de personas que han asistido a la escuela.[16]
- Marca: Estas becas son patrocinadas por una corporación que intenta ganar atención para su marca, o una causa. A veces estas becas se denominan becas de marca. El concurso de belleza Miss América es un ejemplo famoso de una beca de marca.
- Concurso creativo: Estas becas se conceden a los estudiantes sobre la base de una presentación creativa. Las becas de concurso también se denominan minibecas basadas en proyectos, en las que los estudiantes pueden presentar propuestas basadas en ideas únicas e innovadoras.[17]
- 'Último dólar': pueden ser proporcionadas por instituciones privadas y gubernamentales, y están destinadas a cubrir el resto de las tasas que se cobran a un estudiante después de tener en cuenta las diferentes becas.[18] Para prohibir que las instituciones tengan en cuenta las becas de último dólar y, por tanto, eliminen otras fuentes de financiación, estas becas no se ofrecen hasta después de que se haya ofrecido la ayuda financiera en forma de carta. Además, las becas last dollar pueden requerir que las familias hayan presentado los impuestos del año más reciente, hayan recibido sus otras fuentes de ayuda financiera y no hayan recibido aún préstamos.

## Por países

### América

#### En Canadá
La mayoría de las becas son distribuidas por las universidades (1.500 millones de dólares). También ofrecen becas los gobiernos provinciales (350 millones de dólares), el gobierno federal y el sector privado.

##### Becas de pregrado
- Becas Loran (Fondation canadienne des bourses de mérite): 30 becas con un valor total de hasta $100,000, ofrecidas a estudiantes que demuestren determinación, compromiso y liderazgo. Estas becas incluyen un estipendio anual, una exención total de la matrícula, acceso a financiación a través de un programa de verano y un servicio de tutoría. Se podrán realizar en 25 universidades participantes.
- Becas Millennium (1998 - 2008): Al establecer la Fundación Canadiense de Becas Millennium, el gobierno federal otorgó más de $325 millones en becas. Esta fundación finalizó en enero de 2010.[20]
- Becas Schulich: abiertas a estudiantes que planeen matricularse en Ciencias, Tecnología, Ingeniería o Matemáticas en al menos una de las 20 universidades participantes.
- Becas TD Community Leadership: 20 becas, con un valor total de hasta $70,000, que incluye una oferta paga de verano.
- Becas Loran Provinciales y Finalistas: 80 becas por valor de $2,000 o $3,000, otorgadas a candidatos que se distinguen a nivel regional o nacional.
- La Fundación Desjardins concede varias becas relacionadas con los ámbitos laborales de Desjardins a estudiantes de Quebec.

##### Becas de posgrado
- Becas Rhodes: los estudiantes universitarios canadienses pueden obtener una beca Rhodes, que les permite estudiar en la Universidad de Oxford de forma gratuita durante uno, dos o tres años.
- Becas de investigación Killam: 70.000 dólares al año. La beca tiene como objetivo ayudar al establecimiento para el que trabaja habitualmente a cubrir los costes asociados a su sustitución (sin dejar de pagar su salario y sus prestaciones sociales habituales) durante la duración de la beca, es decir, dos años.
- Becas Vanier: $50,000 por año durante tres años, ofrecidas a ciudadanos canadienses, residentes permanentes de Canadá y ciudadanos extranjeros que realizan sus estudios de doctorado en una universidad canadiense elegible.
- Becas Trudeau: 15 becas con un valor total de 240.000 dólares canadienses, otorgadas a candidatos a doctorado.
- Orden de la Rosa Blanca: Beca de 30.000 dólares otorgada a un estudiante de ingeniería canadiense.
- Beca Quebec Prospects: se ofrece a estudiantes que completan una sesión de tiempo completo y que cumplen con los criterios de elegibilidad del programa de becas, $2,500 CAD al pedido universitario por período exitoso para un máximo total de $15,000 para un programa de tres años y $20,000 CAD para un programa de cuatro años.[21]

##### Beca deportiva
La beca deportiva o beca deportiva es una ayuda económica destinada a un estudiante universitario seleccionado por un equipo interuniversitario. Las asociaciones deportivas intercolegiales tienen sus propias reglas con respecto a la cantidad de dinero asignada para estas becas deportivas.

### Europa

#### En Dinamarca
En Europa, uno de los sistemas bursátiles más generosos es el de Dinamarca, que dedica alrededor de 11.000 millones de coronas (1.400 millones de euros) cada año, o el 0,8% de su PNB. Hay dos programas principales de becas:
- para jóvenes mayores de 18 años escolarizados (secundaria superior, general o especializada; educación especializada): beca sin límite de tiempo ni de número de cursos. Hasta los 20 años, el subsidio se divide en un mínimo fijo, percibido por todos, y una parte variable en función de los ingresos de los padres;
- para los estudiantes de educación superior: cada estudiante tiene derecho, sin condiciones de recursos, a un número de pagos mensuales correspondientes a la duración prevista de los estudios incrementada en 12 meses, con un máximo de 70 pagos mensuales (es decir, 6 años de estudio[22]).

En ambos programas, los beneficiarios que viven con sus padres tienen derecho a un subsidio más bajo que aquellos que ocupan un alojamiento independiente (se supone que los jóvenes con edades comprendidas entre 18 y 20 años en la escuela viven con sus padres). Los importes máximos en 2013 eran:
- 2.860 coronas (unos 380 euros) para quienes viven con sus padres;
- 5.743 coronas (unos 770 euros) para quienes viven lejos de sus padres.[24]

#### En Alemania
Las becas en Alemania (BAföG) se otorgan según los recursos del estudiante, su pareja y sus padres. El BAföG se compone de sumas globales para la vivienda, el seguro social y la distancia al domicilio familiar. La tarifa máxima (incluidos los paquetes de seguro médico y de cuidados de larga duración) es de 670 euros al mes. La mitad de esta cantidad se destina a una beca y el resto se concede en forma de préstamo sin interés. También se podrá conceder un suplemento a los estudiantes con un hijo a cargo. El préstamo se amortiza una vez finalizados los estudios y en un plazo de 20 años con una amortización mensual mínima de 105 euros al mes. También hay muchas reducciones si el beneficiario finaliza sus estudios en menos de 5 años o paga por adelantado más de la mitad del préstamo.
Para el año 2013, el presupuesto dedicado a las becas BAföG era de 1.870 millones de euros y 1.000 millones de euros en préstamos para 585.000 beneficiarios.

#### En España
En España, existen diversas becas para estudiantes que cubren diferentes necesidades y niveles educativos.

##### Becas nacionales
- Beca General: Otorgadas por el Ministerio de Educación (Becas MEC) y por el Ministerio de Ciencia, Innovación y Universidades, están destinadas para todos los niveles educativos, formación profesional y enseñanzas especiales.[27][28]
- Becas para alumnado con necesidades específicas. Otorgadas por los mismos ministerios y para los mismos niveles educativos, estas ayudas están destinadas a personas con discapacidad, trastornos graves de conducta o de comunicación y del lenguaje, trastorno del espectro autista y aquellos con altas capacidades.[29]

#### En México
En México, existen diversas becas para estudiantes que cubren diferentes necesidades y niveles educativos.

##### Becas nacionales
Beca Rita Cetina: Otorgada por el programa Beca Rita Cetina, esta beca está dirigida a estudiantes de nivel medio superior y superior con excelencia académica y recursos limitados, con el objetivo de fomentar la equidad educativa y la continuidad en los estudios.
Becas para alumnado con necesidades específicas: Existen apoyos destinados a estudiantes con discapacidad, trastornos de aprendizaje y altas capacidades, con el propósito de garantizar la inclusión y el acceso a la educación en igualdad de condiciones.
Puedes encontrar más información en el sitio web oficial: becaritacetina.com.mx
La beca se entregará de forma bimestral, con un monto de 1,900 pesos mexicanos. En caso de que haya más de un estudiante en la misma familia, se otorgarán 700 pesos adicionales por cada estudiante extra. Este programa está dirigido específicamente a alumnos de las ciudades de Tampico, Madero y Altamira.

##### Becas regionales
- Comunidad de Madrid: Becas de excelencia y para situaciones económicas desfavorables[31]
- Junta de Andalucía: Becas 6000 para bachillerato y otras ayudas para universitarios.

##### Becas internacionales
- Fundación Carolina: Para estudiantes de la Comunidad Iberoamericana, cubre matrícula, viaje y alojamiento
- Erasmus Mundus: Para estudios internacionales en Europa

#### En Francia

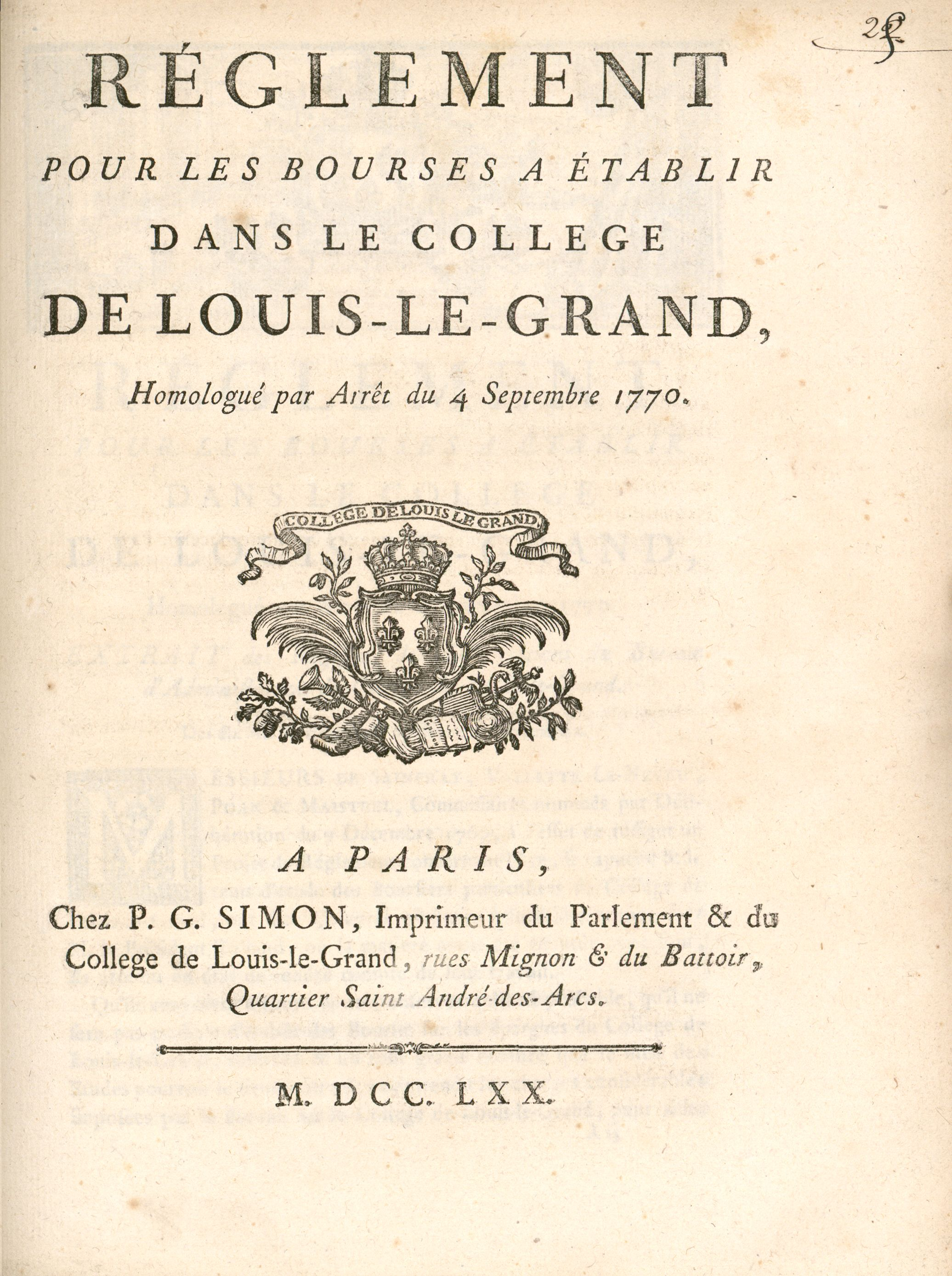
Collège Louis-le-Grand, Reglamento para las becas que se establecerán en el colegio de Louis-le-Grand, aprobado por decreto del 4 de septiembre de 1770, Biblioteca de la Sorbona (Collège Louis-le-Grand, Règlement pour les bourses a établir dans le college de Louis-le-Grand, homologué par arrêt du 4 septembre 1770, Bibliothèque de la Sorbonne, NuBIS, cote VCM 4= 11319. Pièce 25,, NuBIS, referencia VCM 4= 11319. Anexo 25.

##### Aspectos históricos
El pago de becas es una práctica antigua que se remonta a la historia temprana de la universidad francesa. La mayoría de los estudiantes no tenían más recursos que las becas establecidas para ellos; los becarios, desde el siglo XIII, vivían juntos en casas llamadas collèges (colegios). Una de las casas más antiguas, fundada por Robert de Sorbon para uso de los estudiantes de la Facultad de Teología, se conoce como la Sorbona. Bajo la Tercera República francesa, durante una reforma de la educación superior, el Estado creó el primer sistema de becas.

##### Becas del Ministerio de Educación Nacional
En la actualidad, para los estudiantes en Francia, el CNOUS (Centre national des œuvres universitaires et scolaires)/ CROUS (Centre régional des œuvres universitaires et scolaires) gestiona becas del Ministerio de Educación Nacional y del Ministerio de Educación Superior, así como de otros ministerios que supervisan los establecimientos de educación superior (Ministerio responsable de la Cultura, Ministerio responsable de la Industria, por ejemplo). Estas becas se conceden en base a criterios sociales y pueden alcanzar hasta 5.539 euros/año, incrementándose hasta 5.551 euros anuales en 2016-2017.
El presupuesto de 2014 preveía 1.900 millones de euros en becas y alrededor de 562.000 beneficiarios.

##### Becas al mérito
Además, los estudiantes que puedan optar a estas becas por criterios sociales podrán beneficiarse de una beca al mérito de 1.800 euros/año, si se encuentran entre los mejores alumnos/estudiantes de su promoción. Esta beca de mérito, eliminada durante el verano de 2014, fue restablecida tras una sentencia del Consejo de Estado.
El presupuesto para becas de mérito, movilidad y ayudas de emergencia alcanzó los 112 millones de euros. Según una encuesta realizada en 2013, en 2012, alrededor del 12% de los estudiantes recibieron un préstamo estudiantil por un importe medio de 9.800 euros.

##### Otras becas
Hay muchas ayudas disponibles para los estudiantes en Francia, ya sea para financiar sus estudios o para viajar al extranjero. A veces la región, el departamento o la ciudad concede subsidios, así como fondos de subsidios familiares y también existen numerosas asociaciones y fundaciones[¿cuál?] que apoyan económicamente a los jóvenes en sus carreras universitarias.

### Becas internacionales

#### Programa L'Oreal-Unesco
El Programa L'Oréal-UNESCO Para Mujeres en la Ciencia es una asociación creada en 1998 entre la Fundación Empresa L'Oréal y la UNESCO. Su objetivo es promover el lugar de la mujer en la ciencia y también forma parte de una campaña de marketing de la empresa L'Oréal. Otorgan becas internacionales y nacionales a jóvenes investigadoras.